# Gaspard Mermillod
Gaspard Mermillod (ur. 22 września 1824 w Carouge, zm. 23 lutego 1892 w Rzymie) – szwajcarski kardynał.

## Życiorys
Urodził się 22 września 1824 roku w Carouge, jako syn Jacques’a Mermilloda i Pernette Mégard. 24 czerwca 1847 roku przyjął święcenia kapłańskie. 22 września 1864 roku został tytularnym arcybiskupem Hebronu, a trzy dni później przyjął sakrę. W 1872 roku został administratorem apostolskim diecezji Genewa, a rok później – wikariuszem apostolskim. Jednakże miesiąc później został wygnany z miasta i zarządzał diecezją, przebywając w Ferney-Voltaire. W 1883 roku został biskupem Lozanny. 23 czerwca 1890 roku został kreowany kardynałem prezbiterem i otrzymał kościół tytularny Santi Nereo ed Achilleo. Rok później zrezygnował z zarządzania diecezją. Zmarł 23 lutego 1892 roku w Rzymie.